# Georg Philipp Anton Hahn
Georg Philipp Anton Hahn (* 12. September 1814 in Wiesbaden; † 24. Dezember 1873 ebenda) war ein deutscher Ziegeleibesitzer und Politiker.
Hahn war der Sohn des Landwirts und Fuhrmanns Gottfried Wilhelm Hahn (1770–1826) und dessen Ehefrau Katharina Elisabetha geborene Schillge (1775–1853). Er heiratete am 6. Mai 1838 in Wiesbaden in erster Ehe Philippine Elisabethe geborene Fritz (1815–1857), die Tochter des Schneidermeisters Friedrich Johann Fritz.
Hahn war ursprünglich Lohnkutscher und betrieb dann bis 1859 die Gaststätte zum Neroberg in Wiesbaden. Während der Märzrevolution 1848 galt diese Gaststätte als Treffpunkt der Republikaner. Nach den Julikrawallen wurde er 1848 verhaftet aber bald wieder freigelassen. Er wurde Mitglied des Turnvereins, indem er sich auch politisch betätigte.
Nach dem Tod seiner ersten Frau heiratete er am 23. Januar 1859 Helene Katherine geborene Fach verwitwete Ritzel (* 1817). Das Vermögen der zweiten Ehefrau ermöglichte Hahn den Erwerb einer Ziegelei und einer Steinkohlehandlung.
Nach der Annexion des Herzogtums Hessen durch Preußen wurde er in den Bürgerausschuss und den Bezirksrat gewählt. Für den Stadtkreis Wiesbaden gehörte er 1872 bis 1873 dem Nassauischen Kommunallandtag an.